# Gesellschaft für zeitgenössische Lyrik
Die Gesellschaft für zeitgenössische Lyrik e. V. (GZL) wurde 1992 in Tübingen vom Lyriker und Gymnasiallehrer Gerhard Oberlin unter der Schirmherrschaft von Karl Krolow gegründet. 1996, nach der Wahl des Leipziger Schriftstellers Ralph Grüneberger zum Ersten Vorsitzenden, verlegte der Verein mit Unterstützung der Leipziger Städtischen Bibliotheken seinen Geschäftssitz nach Leipzig. Erst in Vorbereitung des Umbaus und der Sanierung der Leipziger Stadtbibliothek im Jahr 2009 verlor die GZL die unmittelbare Bindung zu ihrer Lyrikbibliothek und wechselte mit ihrem Vereinssitz ins Leipziger Haus des Buches. Hier fand der Verein die Unterstützung des Börsenvereins des Deutschen Buchhandels als Eigentümer des Hauses. In der Hoch-Zeit der ABM war es dank der Bereitschaft des Arbeitsamtes Leipzig von 1997 bis 2012 möglich, die Geschäftsstelle personell mit mindestens einer Arbeitsbeschaffungsmaßnahme zu besetzen.

## Organisation
Der Verein hat heute ca. 280 Mitglieder aus 8 Ländern, darunter zahlreiche Träger hoher literarischer Auszeichnungen, und ist damit in Deutschland die größte Vereinigung von Lyrikern. Die Gesellschaft ist Mitglied der Arbeitsgemeinschaft Literarischer Gesellschaften und Gedenkstätten.
Vorstandsvorsitzender des Vereins ist seit 2021 der Leipziger Lyriker, Songwriter, Gitarrist und Sänger Ralph Schüller. Von 1996 bis 2021 war der Schriftsteller und Lyriker Ralph Grüneberger der Vorsitzende der GZL und ist jetzt ihr Ehrenvorsitzender.

## Aktivitäten
Neben literarischen Veranstaltungen auch überregionaler Bedeutung betreut der Verein die Leipziger Lyrikbibliothek (seit 1998 unter diesem Namen), eine Sammlung zeitgenössischer internationaler Poesie, die ihren Ursprung in Tübingen hat und dort in einem Haus am Holzmarkt von Gerhard Oberlin aufgebaut wurde. Die Gesellschaft für zeitgenössische Lyrik e. V. ediert außerdem seit März 2007 halbjährlich die Zeitschrift Poesiealbum neu in der Edition kunst & dichtung. Eine Zeitschrift, die Ralph Grüneberger, 1984 selbst Autor der Ur-Reihe Poesiealbum, gründete.
Für Juni 2010 initiierte Ralph Grüneberger erstmals die Tage der Poesie in Sachsen, zu denen sich Poeten aus dem Bundesgebiet und dem Ausland in Leipzig trafen. In diesem Zusammenhang stellte er das Künstlerbuch Denk ich an Leipzig zusammen, das die Faksimile handschriftlicher Äußerungen von 20 Autoren zur Messestadt enthält. Zwei Jahre später, im Juni 2012, fand ein weiteres großes Lyrikertreffen im Erzgebirge statt. Aufgrund versagter finanzieller Unterstützung pausierten diese Autorentreffen nach den Tagen der Poesie in Sachsen: Zwickau 2015 bis ins Jahr 2022. Ralph Grüneberger fand erneut Partner und zahlreiche am Thema Schullesung interessierte Kollegen, sodass die vierte Tage der Poesie in Sachsen mit diesem Schwerpunkt erneut in Leipzig stattfinden konnten und sich vor allem der Vermittlung von Lyrik an Schulen widmeten. Als Quintessenz der Tagung erschien die Ausgabe Auf Buchfühlung. Die Schullesung, die Erfahrungen von ca. 70 Autoren vereint. Von zwei Mitgliedern aus Ost und West, die im Hauptberuf im Schuldienst tätig sind (Grit Kurth aus Leipzig und Klaus Nührig aus Braunschweig), stammen die Eröffnungsreferate, die Hauptbestandteil dieser Publikation sind.
2012 richtete die Gesellschaft erstmals eine Schülerschreibwettbewerb zum Thema Mobilität aus. 2012, 2014, 2017 und 2019 folgten Ausschreibungen von Gedichtfilm-Wettbewerben zu den Hörbüchern Worte sind Boote, Schwarze Ängste, Tugenden & Sünden bzw. zur Lyrik von Joachim Ringelnatz. 2013 veröffentlichte der als gemeinnützig anerkannte Verein die mehr als 200 Seiten umfassende Dokumentation Geboren in Tübingen, aufgewachsen in Leipzig. 20 Jahre Lyrikgesellschaft. Eine besondere und mehrsprachige Ausgabe des Poesiealbum neu erschien 2014 und vereint Gedichte mit ihren Übersetzungen ins Deutsche von Lyrikern aus allen Partnerstädten Leipzigs. Gefördert wurde diese Ausgabe vom Verein der Übersetzer in Sachsen Die Fähre und vom Referat Internationale Beziehungen der Stadt Leipzig.
2018 wurde im Rahmen der Publikationen der Lyrikgesellschaft die erste Nummer in der neuen Reihe Die besondere Edition mit Texten von Peter Gosse zum Achtzigsten veröffentlicht, gefolgt 2019 von der Nr. 2 mit Texten von Joachim Ringelnatz Wassertropfen & Seifenblase. Das Text- und Hörbuch erschien anlässlich des 4. Gedichtfilm-Wettbewerbs zur Lyrik des 1883 in Wurzen als Hans Bötticher geborenen Ringelnatz. Dem Schirmherrn der Lyrikgesellschaft (Karl Krolow) wurde gleichfalls eine Sonderedition gewidmet, bei der dessen Nachkommen den Herausgeber Ralph Grüneberger unterstützten. 2021 erschien die vierte, einer Einzelperson gewidmete Sonderausgabe mit der Würdigung des Lyrikers Wolfgang Rischer.

## Poesiealbum-neu-Preis
Von 2017 bis 2022 wurde der Poesiealbum neu-Preis vergeben. Die Auszeichnung prämierte das von einer Jury ausgewählte beste Gedicht aus den jeweiligen Jahresausgaben des Poesiealbum neu. Dotiert war der Preis mit einem gravierten Füllfederhalter in Sterlingsilber.
Bisherige Preisträger waren:
- 2017: Erica Natale aus Bielefeld
- 2018: Andreas Reimann aus Leipzig
- 2019: Peter Frömmig aus Marbach
- 2020: Dora Hauch aus Leipzig
- 2021: Gisela Hemau aus Bonn
- 2022: Renate Düpmann, Hessische Bergstraße

## Veranstaltungsreihen
- Sommernacht der Poesie (Leipzig, 1997–2006)
- Tübinger Wintertag der Poesie (Tübingen, 2001–2002)
- Paternosterlesung (überregional, 2002–2005)
- Lehmanns Lyriknacht (Leipzig, 2007–2008)
- Poetisches Podium (Leipzig, 2008–2011)
- Tage der Poesie in Sachsen (Sachsen, 2010–2022)
- Poesiealbum neu-Lesetour (bundesweit, 2013–2020)
- ZWIE SPRACHE (Leipzig, 2013–2022)